# Сапудзреби
Сапудзреби (груз. საფუძვრები) — село в Грузии, на территории Тетрицкаройского муниципалитета края (мхаре) Квемо-Картли.

## География
Село находится в юго-восточной части Грузии, к югу от реки Бзисцкали, на расстоянии приблизительно 11 километров (по прямой) к северо-западу от города Тетри-Цкаро, административного центра муниципалитета. Абсолютная высота — 1243 метра над уровнем моря.

## Население
По результатам официальной переписи населения 2014 года в Сапудзреби проживало 27 человек (12 мужчин и 15 женщин). В национальной структуре населения грузины составляли 100 %.
| Год  | Население, человек |
| ---- | ------------------ |
| 2002 | 99                 |
| 2014 | ↘ 27               |